# Puentecillas Cahuacán
Puentecillas Cahuacán är en ort i Mexiko, tillhörande kommunen Nicolás Romero i delstaten Mexiko. Puentecillas Cahuacán ligger i den centrala delen av landet och tillhör Mexico Citys storstadsområde. Orten hade 738 invånare vid folkmätningen 2010.